# Hefair
Hefair (in arabo حفير‎?), o Hafir, è una comunità dell'Emirato di Dubai, negli Emirati Arabi Uniti. Amministrativamente fa parte del Settore 9 e si trova nella zona meridionale di Dubai.

## Territorio
Il territorio della comunità occupa una superficie di 143,6 km² che si sviluppa in un'area non urbana nella zona meridionale di Dubai, chiamata Madinat Al Qudra, al confine con l'Emirato di Abu Dhabi.
L'area è delimitata a nord dalla comunità di Mugatrah, ovest da quelle di Saih Al Danal e Al O'shoosh a sud dalla regione di Al Ain (regione orientale) di Abu Dhabi e a ovest dalla municipalità di Abu Dhabi (regione di Abu Dhabi).
Il territorio è completamente desertico e ricade integralmente nella zona sud-occidentale della Riserva di conservazione del deserto di Al Marmoom. 
La parte nord-orientale del territorio può essere attraversata con la pista ciclabile Al Qudra Cycle Path Route 2 (lunga 18 km), una pista che fa parte del più ampio percorso Al Qudra Cycle Track (anche chiamato Saih Al Salam Bicycle track), lungo oltre 130 km, che collega la zona dei laghi di Al Qudra e del deserto di Al Marmoom con il quartiere centrale di Wadi Al Safa.
La zona centro-orientale di Hefair è occupata da una grande base militare della Critical Infrastructure and Coastal Protection Authority (CICPA). La CICPA è una autorità governativa degli Emirati Arabi che opera sotto la Direzione delle Forze Armate. È responsabile della sicurezza degli impianti petroliferi (onshore e offshore) e della protezione delle infrastrutture critiche degli Emirati.
All'interno della comunità, subito a ovest della suddetta base militare, si trova il sito archeologico di Saruq Al-Hadid. Il sito, scoperto nel 2002, è uno dei più importanti della penisola arabica e risale come insediamento all'età del bronzo (2600-2000 a.C.), ma è stato abitato con continuità fino alla seconda età del ferro, che nella regione si colloca fra il 1.000 e il 600 a.C. Era un importante centro di produzione metallurgica che è stato associato alla Cultura di Umm Al Nar.
L'area non è attualmente servita dalla Metropolitana di Dubai e non esistono al momento linee pubbliche di superficie che la attraversino.